# Nicéphore Ier Doukas
Nicéphore Ier Doukas (en grec : ΄Κομνηνός Δούκας Νικηφόρος Α') (c. 1240 ; c. 1297) est despote d'Épire de 1266 ou 1268 à  1297.

## Vie
Nicéphore était le fils le plus âgé de Michel II Doukas et de Theodora Petraliphaina. Il nait en 1249. Il est marié en 1256 à Thessalonique avec Maria, la petite fille de l'empereur Jean III Doukas Vatatzès de Nicée, mais elle meurt en 1258.
Durant les années suivantes, Nicéphore est impliqué dans la lutte de son père contre Michel VIII Paléologue, qui culmine à la bataille de Pélagonie, où il fait retraite comme son père. Après que les forces de l'empire de Nicée aient envahi l'Épire, Nicéphore part chercher de l'aide chez son beau-frère Manfred de Sicile. Avec cet appui Nicéphore peut reconquérir l'Épire. Mais en 1264 une autre défaite oblige Nicéphore et son père à céder une partie de son territoire à Michel VIII. Le traité de paix stipule que Nicéphore doit se marier avec Anne Paléologue Cantacuzène, une fille de Jean Cantacuzène et nièce de Michel VIII.
À la mort de son père Michel II Doukas vers 1268, Nicéphore hérite de la possession de l'Epire, mais il se voit obligé de traiter avec Charles Ier de Sicile qui vient d'éliminer Manfred Ier. En 1274, les forces de l'empire byzantin, en guerre contre Charles d'Anjou, pénètrent dans le territoire du despotat en violation de l'accord de 1264. Nicéphore réagit en signant un accord avec Charles et conclut une alliance avec lui en 1276. La coalition de Charles d'Anjou, de Nicéphore, et de Jean Ier Doukas de Thessalie, gagne plusieurs villes  incluant Butrinto en 1278. Ironiquement, tout en étant allié avec un monarque catholique et en étant eux-mêmes catholiques, Nicéphore et Jean ont protégé les opposants à l'Union des deux églises. En 1279, Nicéphore se reconnait le vassal de Charles Ier et lui rend Butrinto. Avec la défaite de Charles peu après, Nicéphore perd ses possessions albanaises au profit des Byzantins. La coalition disparait à la suite des Vêpres siciliennes en 1282, qui ont été en partie fomentées par Michel VIII et qui ont fait perdre à Charles Ier d'Anjou la Sicile, son autorité n'étant maintenue que dans le royaume de Naples.
Après la restauration de l'orthodoxie sous Andronic II Paléologue en 1282, Nicéphore s'est allié avec Andronic par l'intermédiaire de sa femme Anne. En fait Nicéphore a été manipulé par Anne, pour servir les intérêts de la cour byzantine. En 1284, ils attirent en Épire Michel, le fils de Jean Doukas de Thessalie, avec la promesse d'une alliance dynastique, et l'ont fait arrêter et envoyé en prison à Constantinople. Ceci a entrainé Nicéphore dans une guerre contre son demi-frère (Jean Ier de Thessalie), qui a ravagé les environs d'Arta en 1285. Pendant ce temps Anne s'est lancée dans un projet ambitieux, celui d'unir les maisons d'Épire et de Constantinople en mariant sa fille Thamar à Michel IX Paléologue, fils d'Andronic II et coempereur. Bien que ce projet ait échoué, en 1290 son jeune fils Thomas reçoit la dignité de despote par l'empereur.
En 1291, l'aristocratie anti-byzantine épirote persuade Nicéphore d'ouvrir des négociations avec Charles II d'Anjou, ce qui provoque une invasion byzantine. Néanmoins l'intervention de Charles II par l'intermédiaire de ses vassaux, le comte de Céphalonie Riccardo Orsini et le prince Florent d'Achaïe, permet de repousser les Byzantins. Nicéphore décide alors de marier sa fille Maria à l'héritier du comté de Céphalonie et son autre fille Thamar au fils de Charles II, Philippe Ier de Tarente. Thamar reçoit alors le droit d'hériter à la place de son frère et Charles II a promis qu'on lui permettrait de conserver la foi orthodoxe. Le mariage a eu lieu en 1294 et a impliqué le transfert de plusieurs forteresses côtières à Philippe comme dot de Thamar. Philippe simultanément a reçu les droits et les revendications de son père concernant la Grèce. La tension inévitable entre les aristocrates grecs locaux et leur suzerain angevin a créé une occasion pour le neveu de Nicéphore, le gouverneur de Thessalie, d'intervenir et de saisir la plupart du temps les forteresses qui avaient été données à Philippe. Par la suite, la plupart de ces forteresses ont été récupérées par les Angevins et la paix a été signée en 1296. Nicéphore est mort peu de temps après la conclusion de la paix, entre septembre 1296 et juillet 1298. Sa veuve Anne a assuré la succession de leur fils Thomas.

## Famille
Par sa première épouse Marie, la fille de l'empereur Théodore II Laskaris, Nicéphore a eu une fille :
- Maria, qui s'est mariée avec le comte Jean Ier Orsini de Céphalonie (1304 ; 1317) ; leurs fils Niccolò Orsini et Jean II Orsini sont devenus des despotes d'Épire.

De sa deuxième épouse Anne Paléologue Cantacuzène, nièce de l'empereur Michel VIII Paléologue, Nicéphore a eu deux enfants : 
- Thamar, qui a épousé Philippe Ier de Tarente, un fils du roi Charles II de Naples.
- Thomas Doukas, qui a lui a succédé à la tête de l'Epire.